# 미국 작가 조합상
미국 작가 조합상(Writers Guild of America Award)은 미국 작가 조합에 의해 영화 · 텔레비전 · 라디오 작품에 매년 주어지는 상이다. 1949년에 처음 개최되었다. 영화상은 전년도 동안 로스앤젤레스에서 상영 된 작품을 대상으로 한다. 텔레비전상은 12월 1일부터 다음 해 11월 30일 사이에 제작되어 방송된 프로그램을 대상으로 한다.

## 시상식 목록
- 제1회 미국 작가 조합상 (1948년)
- 제2회 미국 작가 조합상 (1949년)
- 제3회 미국 작가 조합상 (1950년)
- 제4회 미국 작가 조합상 (1951년)
- 제5회 미국 작가 조합상 (1952년)
- 제6회 미국 작가 조합상 (1953년)
- 제7회 미국 작가 조합상 (1954년)
- 제8회 미국 작가 조합상 (1955년)
- 제9회 미국 작가 조합상 (1956년)
- 제10회 미국 작가 조합상 (1957년)
- 제11회 미국 작가 조합상 (1958년)
- 제12회 미국 작가 조합상 (1959년)
- 제13회 미국 작가 조합상 (1960년)
- 제14회 미국 작가 조합상 (1961년)
- 제15회 미국 작가 조합상 (1962년)
- 제16회 미국 작가 조합상 (1963년)
- 제17회 미국 작가 조합상 (1964년)
- 제18회 미국 작가 조합상 (1965년)
- 제19회 미국 작가 조합상 (1966년)
- 제20회 미국 작가 조합상 (1967년)
- 제21회 미국 작가 조합상 (1968년)
- 제22회 미국 작가 조합상 (1969년)
- 제23회 미국 작가 조합상 (1970년)
- 제24회 미국 작가 조합상 (1971년)
- 제25회 미국 작가 조합상 (1972년)
- 제26회 미국 작가 조합상 (1973년)
- 제27회 미국 작가 조합상 (1974년)
- 제28회 미국 작가 조합상 (1975년)
- 제29회 미국 작가 조합상 (1976년)
- 제30회 미국 작가 조합상 (1977년)
- 제31회 미국 작가 조합상 (1978년)
- 제32회 미국 작가 조합상 (1979년)
- 제33회 미국 작가 조합상 (1980년)
- 제34회 미국 작가 조합상 (1981년)
- 제35회 미국 작가 조합상 (1982년)
- 제36회 미국 작가 조합상 (1983년)
- 제37회 미국 작가 조합상 (1984년)
- 제38회 미국 작가 조합상 (1985년)
- 제39회 미국 작가 조합상 (1986년)
- 제40회 미국 작가 조합상 (1987년)
- 제41회 미국 작가 조합상 (1988년)
- 제42회 미국 작가 조합상 (1989년)
- 제43회 미국 작가 조합상 (1990년)
- 제44회 미국 작가 조합상 (1991년)
- 제45회 미국 작가 조합상 (1992년)
- 제46회 미국 작가 조합상 (1993년)
- 제47회 미국 작가 조합상 (1994년)
- 제48회 미국 작가 조합상 (1995년)
- 제49회 미국 작가 조합상 (1996년)
- 제50회 미국 작가 조합상 (1997년)
- 제51회 미국 작가 조합상 (1998년)
- 제52회 미국 작가 조합상 (1999년)
- 제53회 미국 작가 조합상 (2000년)
- 제54회 미국 작가 조합상 (2001년)
- 제55회 미국 작가 조합상 (2002년)
- 제56회 미국 작가 조합상 (2003년)
- 제57회 미국 작가 조합상 (2004년)
- 제58회 미국 작가 조합상 (2005년)
- 제59회 미국 작가 조합상 (2006년)
- 제60회 미국 작가 조합상 (2007년)
- 제61회 미국 작가 조합상 (2008년)
- 제62회 미국 작가 조합상 (2009년)
- 제63회 미국 작가 조합상 (2010년)
- 제64회 미국 작가 조합상 (2011년)
- 제65회 미국 작가 조합상 (2012년)
- 제66회 미국 작가 조합상 (2013년)
- 제67회 미국 작가 조합상 (2014년)
- 제68회 미국 작가 조합상 (2015년)
- 제69회 미국 작가 조합상 (2016년)
- 제70회 미국 작가 조합상 (2017년)
- 제71회 미국 작가 조합상 (2018년)
- 제72회 미국 작가 조합상 (2019년)
- 제73회 미국 작가 조합상 (2020년)
- 제74회 미국 작가 조합상 (2021년)
- 제75회 미국 작가 조합상 (2022년)

## 같이 보기
- 2007~2008년 미국작가조합 파업